# سنت جیمز (مینه‌سوتا)
سنت جیمز، مینه‌سوتا (به انگلیسی: St. James, Minnesota) یک شهر در ایالات متحده آمریکا است که در شهرستان واتونون، مینه‌سوتا واقع شده‌است.

## خصوصیات
سنت جیمز ۶٫۲۹ کیلومترمربع مساحت و ۴٬۶۰۵ نفر جمعیت دارد و ۳۲۹ متر بالاتر از سطح دریا واقع شده‌است.